# Mshewe
Mshewe è una circoscrizione rurale (rural ward) della Tanzania situata nel distretto rurale di Mbeya, regione di Mbeya. Conta una popolazione di 11 241 abitanti (censimento 2012).